# Pułk Policji Lublin
Pułk Policji Lublin (niem. Polizei-Regiment Lublin) – jeden z pułków policyjnych Schutzpolizei na terenie Generalnego Gubernatorstwa.
Sformowany w listopadzie 1939. W lipcu 1942 na jego bazie powstał 25 Pułk Policji SS.

## Dowódcy
- Generalleutnant der Polizei Gerret Korsemann (marzec 1940 - luty 1941)
- Generalmajor der Polizei Walter Griphan (luty 1941 - listopad 1941)
- Oberstleutnant der Schutzpolizei Walter Soosten (listopad 1941 - grudzień 1941)
- Oberst der Schutzpolizei Hermann Kintrup (grudzień 1941 - lipiec 1942)

## Skład
- Batalion Policji Lublin (Polizei-Bataillon Lublin)
- Batalion Policji Zamosc (Polizei-Bataillon Zamosc)
- Batalion Policji Biala Podlaska (Polizei-Bataillon Biala Podlaska)